# مارینا الکساندرووا
مارینا الکساندرووا (روسی: Мари́на Андре́евна Пупе́нина؛ زادهٔ ۲۹ اوت ۱۹۸۲) یک هنرپیشه اهل روسیه است که در فیلم هایی از جمله افسانه‌ای باستانی: آن هنگام که خورشید یک ایزد بود اشاره کرد.
زندگی و فعالیت‌های هنری مارینا آلکساندرووا
مارینا آلکساندرووا، با نام کامل مارینا آندریونا پوپنینا، در تاریخ ۲۹ اوت ۱۹۸۲ در شهر کوچک کیشکونمایشا در مجارستان به دنیا آمد. او یکی از بازیگران برجسته و شناخته‌شده روسیه است که به خاطر نقش‌های متنوع خود در تئاتر و سینما به شهرت رسیده است. مارینا از کودکی علاقه زیادی به بازیگری داشت و در همان سال‌های اولیه زندگی تصمیم گرفت که این حرفه را به صورت جدی دنبال کند.
تحصیلات و شروع به کار حرفه‌ای
مارینا پس از اتمام دوره دبیرستان به مسکو رفت و در دانشکده تئاتر شوکین به تحصیل در رشته بازیگری پرداخت. او در سال ۲۰۰۳ از این دانشگاه فارغ‌التحصیل شد. از همان سال اول تحصیل، او توانست در نقش‌های کوچک اما قابل توجهی در فیلم‌ها و سریال‌های تلویزیونی ایفای نقش کند.
موفقیت‌های اولیه
نخستین نقش برجسته مارینا در فیلم "شفق شمالی" به کارگردانی آندری رزنکوف بود که در آن با بازیگران بزرگی مانند میخائیل اولیانوف و الکساندر زبرویو هم‌بازی شد. این فیلم به او کمک کرد تا به دنیای حرفه‌ای بازیگری وارد شود و توجه کارگردانان و منتقدان را به خود جلب کند. موفقیت او با بازی در سریال "آزازل" ادامه یافت، جایی که او نقش لیزا، نامزد قهرمان داستان، را ایفا کرد و باعث شد نام او در دنیای هنر مطرح شود.
اوج شهرت و فعالیت‌های هنری
مارینا با بازی در سریال‌های معروفی مانند "بی‌نوا ناستیا" و "ستاره دوران" به شهرت زیادی دست یافت. او در این سریال‌ها نقش‌های متنوعی از جمله نقش‌های تاریخی، درام و کمدی را با موفقیت ایفا کرد. نقش‌آفرینی او در سریال "کاترینا" به عنوان یک ملکه قدرتمند و باابهت، از مهم‌ترین کارهای او به شمار می‌رود.
زندگی شخصی و ازدواج
مارینا در زندگی شخصی خود نیز فراز و نشیب‌های زیادی داشته است. او ابتدا با بازیگر معروف الکساندر دوموگاروف وارد یک رابطه عاشقانه شد، اما این رابطه به دلیل مشکلات و درگیری‌ها به پایان رسید. سپس با بازیگر دیگری به نام ایوان استبونوف ازدواج کرد که این ازدواج نیز دوام زیادی نداشت. در نهایت، او با آندری بولتنکو، کارگردان شبکه تلویزیونی اول روسیه، ازدواج کرد و از او دو فرزند دارد.
جوایز و افتخارات
مارینا در طول دوران حرفه‌ای خود جوایز متعددی را کسب کرده است. از جمله این جوایز می‌توان به جایزه بهترین بازیگر زن در جشنواره فیلم‌های تلویزیونی سن تروپه به خاطر بازی در فیلم "ذوب برف‌ها" اشاره کرد. همچنین او موفق به دریافت جایزه جوانان "تریومف" در سال ۲۰۰۷ شد.
فعالیت‌های اخیر
مارینا همچنان به فعالیت‌های خود در دنیای بازیگری ادامه می‌دهد و در پروژه‌های سینمایی و تلویزیونی متعددی شرکت می‌کند. او با انرژی و اشتیاق به دنبال ارائه بهترین نقش‌ها و اجرای برتر است و همچنان به عنوان یکی از چهره‌های مهم و تأثیرگذار در سینمای روسیه شناخته می‌شود.